# Pierre Balquerie
Pierre Balquerie, född 20 februari 1679, död 30 maj 1759, var en svensk agent hos Generalstaterna.
Balquerie föddes i Frankrike men lämnade landet på grund av religionsförföljelser och slog sig ned i Nederländerna, där han verkade som handelsman. Georg Heinrich von Görtz knöt kontakter med Balquerie 1718, och han exporterade krigsförnödenheter, spannmål och salt till Sverige, och utförde även viktiga diplomatiska uppdrag åt svenska staten. 1718 införskaffade han även holländska arbetare till Sverige. Det var Balquerie som förmedlade de pengar som skulle utbetalas till Sverige genom Freden i Nystad. Han beviljades 1723 rättighet av ständerna att vara redare för svenska fartyg på samma villkor som svenska undersåtar, och 1726 beviljades han rätt att delta i tullarrendet med tjugo lotter. Pierre Balquerie uppgav själv att det var han som rekommenderat förslaget om upprättandet av Svenska Ostindiska Companiet för Daniel Niklas von Höpken och skall även ha föredragit idén för Colin Campbell. Balqueries privata affärer gick dock dåligt och redan 1742 befann han sig på obestånd. Det hindrade inte att han fortsatte arbeta som svensk agent.
Han började tidigt arbeta för att vinna svenskt adelskap, och åberopade sig då bland annat på att hans hustru skulle stamma från den i den holländska delegationen vid freden i Stolbova ingående Dirk Bass, som 1616 adlats av Gustav II Adolf, och lyckades 1755 slutligen vinna adelskap, även om ätten inte introducerades förrän 1776. Balquerie stod i livlig kontakt med såväl kanslikollegium som kommerskollegium, liksom med de svenska ambassaderna i London, Paris, Sankt Petersburg och Haag. Stora delar av hans brev finns bevarade, däremot inte hans tjänstearkiv. Omedelbart efter hans död skickade Joachim Fredrik Preis kommissionssekreteraren Carl Johan Creutz till Amsterdam för att försegla hans dokument, men kunde då endast påträffa en del privata dokument.